# Chrysopa aurea
Chrysopa aurea is een insect uit de familie van de gaasvliegen (Chrysopidae), die tot de orde netvleugeligen (Neuroptera) behoort. 
Chrysopa aurea is voor het eerst wetenschappelijk beschreven door Kimmins in 1951.